# Микитка Артур Володимирович
Арту́р Володи́мирович Мики́тка (нар. 24 лютого 1946, Стрий Львівської області) — український скрипаль, педагог, професор,народний артист України (2006).

## Життєпис
Закінчив Львівське музичне училище (клас Олександра Єгорова).
1969 — закінчив Львівську консерваторію (клас Богдана Каськіва, Дмитра Лекгера).
Від 1965 року — учасник камерного оркестру «Академія». Від 1992 року — керівник і концертмейстер цього колективу.
Від 2003 року — завідувач кафедри камерного ансамблю і квартету Львівської музичної академії. Від 2004 — професор.
Також 1969—2002 — викладач скрипки Львівського музично-педагогічного училища, в якому заснував ансамбль скрипалів та камерний оркестр.
Його репертуар становлять твори українських композиторів Віктора Камінського, Івана Карабиця, Миколи Колесси, Анатолія Кос-Анатольського, Ольги Криволап, Юрія Ланюка, Геннадія Ляшенка, Мирослава Скорика, Євгена Станковича, Богдани Фроляк та інших (переважно прем'єри), а також музика світових класиків. У 2005 році зініціював концерти ''Різдвяні музичні дарунки'' з камерним оркестром,солістами і хорами, з 2014 року ''Камерні вечори в Академії'' , проведено два всеукраїнські конкурси камерних ансамблів і квартетів. Серед студентів А.Микитки лауреати всеукраїнських та міжнародних конкурсів  квартетів у Польщі, Вірменії, Львові і Одесі, учасники міжнародних фестивалів ''Музика в старому Кракові'',''Музика в старому Львові'',''Європейські зустрічі в Варшаві''
Гастролі: Участь у престижних фестивалях ''Київ Музік Фест'',''Віртуози'',''Контрасти'',монографічних концертах композитора М.Скорика (під його орудою,як художнього керівника і диригента оркестру ''Академія'') зі світовими прем'єрами його творів та транскрипцій , композиторів М.Колесси, Г.Ляшенка,і .Щербакова, В.Камінського,І.Карабиця,О.Криволап,П.Васкса,К.Пендерецького. Концерти на різноманітних фестивалях в містах Польщі,  Німеччини,Швеції,Франції, Росії, Білорусії, Литви,в Раді Європи у Страсбурзі ,міжнародному фортепіанному  форумі  ''Бескиди без кордонів''  у м.Санок (Польща) з 2012 року постійно.

## Родина
Дружина Надія Рикова піаністка,завідувачка відділу спеціального фортепіано у ЛССМШІ ім.С.Крушельницької
Батько Жанни та Володимира Микиток.

## Праці
Автор монографії “Львівський камерний оркестр 1959 -1999 ''видання  ''Світло й тінь'' Львів ,2000,“Львівський камерний оркестр 1959 -2012'' ''видання  - ''Сплайн'' Львів, 2012,  “Львівський камерний оркестр 1959-2022” 50+10''  видання ''Реєстр-7'' Львів,2021,  автор ідеї і відповідальний редактор монографії ''Леся Деркач- скрипалька, камералістка , педагог в наукових дослідженнях та спогадах '', видання ФОП Т.Тетюк ,Львів , 2014,,публікацій в вітчизняних ,зарубіжних наукових виданнях - ''Львівський камерний оркестр'' в збірнику ''Сторінки історії ЛДМА ім .М.В.Лисенка,''Сполом'', Львів -2003,''Lwowska orkiestra kameralna'' ,''Kamerton''№1-2 ,2003,вид.Rzeszowskie towarzysrwo muzyczne,Rzeszow,2003,''Z istorii Lwowskiej kameralistyki (Lwowska orkiestra kameralna) ''Musica Galiciana'' ,t.IX.,вид.Uniwersytet Rzeszowski,Rzeszow.-2005,''Камерний оркестр ''Академія''’’ в зб.''Сторінки історії ЛНМА ім. М.В.Лисенка. вид.''Сполом'', Львів - 2008, ''Ecce homo'' в зб.''Самуїл Дайч. Статті.Матеріали. Спогади'', ''Посвіт.''Дрогобич -2008,''Крізь призму часу'' в зб.''Сторінки історії Львівського державного музичного училища ім.С.П.Людкевича'',вид.''Те Рус'',Львів.-2009'' ,Львівський камерний оркестр -школа камерної виконавської майстерності'' в зб.''Камерно-інструментальний ансамбль -історія. теорія. практика'' ,вип.24.кн.1.,'' Сполом''.Львів.-2010, ''Львівський камерний оркестр ''Академія''.Літопис.Продовження.'' в.зб..''Камерно-інструментальний ансамбль -історія. теорія. практика'' .вип.25 .''Сполом''.Львів.-2011,'''Львівський камерний оркестр ''Академія'' та диригенти'' в.зб..''Камерно-інструментальний ансамбль - історія, теорія ,практика'' , вип.31.ЛНМА ім.М.В.Лисенка.Львів.-2013,''Chamber Orchestra''Academy''and the Conductors'' в.зб.''Chamber instrumental. Ensemble.History,Theory,Practice'' вип.34 .ЛНМА ім.М.В.Лисенка,Львів.-2015, '' Маестро Саулюс Сондецкіс І Львівський камерний оркестр ''Академія'', тези науково-практичної конференції  ''Камерний простір Львівщини - постаті та факти'',ЛНМА ім.М.В.Лисенка,Львів. 2018, ''Львівський камерний оркестр ''Академія'',частина друга 1959-2019'',  тези міжнародної науково-практичної конференції ''Знакомі постаті камералістики ,до ювілейних дат'' ЛНМА ім.М.В.Лисенка,Львів,2019 ,,''Львівський камерний оркестр ''Академія''.Бетховеніана.''Матеріали Міжнародної науково-практичної конференції,ЛНМА ім.М.В.Лисенка,Львів 2020, ''Коротке повернення в прекрасне минуле'' в зб.''Сторінки історії до 100-річчя заснування Стрийської дитячої музичної школи ім.О.Нижанківського'', Видавничий дім ''Укрпол'', -2013,''Львівський камерний оркестр під керівництвом Олександри Деркач (1959-1990),Концертні виступи львівського камерного оркестру під керуванням О.П.Деркач (1959-1990),'' Статті і рецензії (1959-1999) в зб. ''Леся Деркач- скрипалька, камералістка , педагог в наукових дослідженнях та спогадах '', видання ФОП Т.Тетюк,Львів ,2014,''Яскрава творча натура... про І.Пилатюка в зб.''Звукоряд Ігоря Пилатюка'',Львів.Українська академія друкарства,2014 , ''Нас обєднувала любов до мистецтва''.Василь Откович.Коло життя  спогади сучасників. Львів ''Колір ПРО''.2020 ,навчального посібника “Струнно-смичкові ансамблі” вид.'' Підручники і посібники'', Тернопіль, 2006, упорядник і автор редагувань збірок ''Мініатюри для струнного оркестру з репертуару Львівського камерного оркестру '' ,ЛНМА 2009 '', ‘’Струнно- смичкова камерна мініатюра '' вид.''Посвіт'' ,Дрогобич-Львів ,2013 ,''Оркестрові мініатюри з репертуару камерного оркестру ''АКАДЕМІЯ'' вид.'' Реєстр -7'' Львів, 2016, С.Людкевич  ‘’Мініатюри для струнного квартету’’ ,C.Людкевич  П’єси для скрипки і фортепіано в транскрипціях професора  Д..Лекгера  видання ФОП Т.Тетюк, Львів,2018, навчальних програм з камерного оркестру, струнного квартету для ВМНЗ, власних творів

## ДИСКОГРАФІЯ
Як керівник  і концертмейстер оркестру здійснив записи 4 аудіокасет (студія ''Дударик'' 1993-1997 рр), 12 CD, серед них, твори львівських композиторів  Миколи Колесси (ГалРекордс,2003 р.), ''Львівські імпресії' '' (студія Лева,2005), транскрипції М.Скорика ''La belle musique'' (студія Лева,2005 р),''Сад пристрастей'' (студія Лева,2005 р),''З любов'ю в серці'' (''Атлантік'' Київ, 2004 р)., Скрипкові дуети з оркестром Лідії і Остапа Шутко (RostokRecords,Київ 2003),,Клавірні концерти Й.С.Баха, солістка Ж.Микитка  (''Дударик назавжди'',2006 р.),''Academia Live'' (''Дударик назавжди'', 2008 р.),солоспіви В.Барвінського,С.Людкевича,М.Скорика, солістка О.Кровицька (HAM Recording,2007 р.), твори В.Витвицького,  диригент І.Пилатюк (ГалРекордс 2008.),''Ретроспективи 1959-2010'' (студія Лева,2010),''Пори року і танго А.Пяццолли'' (''Живий звук Records'',2012 р. ),''Скорик назавжди'' (''Живий звук Records'', 2014 р.),''Музика Е.Шоссона''  з солістами В.Винницьким і О.Брусіловським, диригент І.Пилатюк, (''Suniecolori''2014 ,Франція),''Скорик в стилі джаз'',  диригент М.Скорик (UKR Artists,2018 р),Органні концерти Й.Гайдна і Г.Ф.Генделя,соліст В.Лияк ,диригент І.Пилатюк (Polonica, 2019, Польща).

## Визнання
- 1995 — заслужений артист України

- 2006 — Народний артист України
- 2009 — Знак «За заслуги перед польською культурою»[6]
- 2011 — Орден «За заслуги» ( Україна ) 3-го ступеня (2011)[7]
- 2001 — Музична премія імені Станіслава Людкевича
- 2019 — Золота медаль національної академії мистецтв України
- 2020 — Срібна медаль Заслужений для культури Польщі ''Gloria Artis''